# شرى القيني

تعديل مصدري - تعديل

شرى القيني إحدى حارات مدينة الرضائي بمحافظة إب، بلغ تعداد سكانها 164 نسمة حسب تعداد اليمن لعام 2004.